# 開放式槍栓

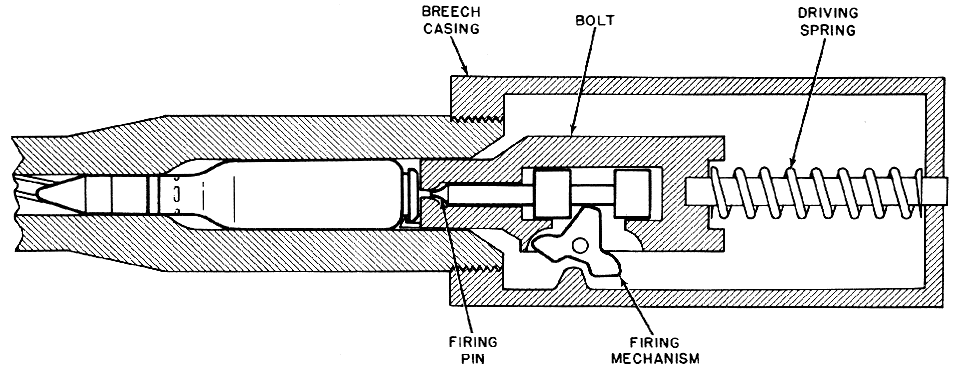

開放式槍栓（Open bolt）是指槍栓在准备开火时处于后方、扣動扳機後槍栓被放開前進，將子彈由彈匣推上膛並且將子彈發射出去。这种设计多用於衝鋒槍與機關槍。由于扣扳机后子弹才被推上膛，这种动作机制也被称为“开膛待击”。相对地，在扣扳机前先进行子弹上膛及槍栓闭锁的动作、扣扳机后才真正击发的原理称为“闭膛待击”。

## 優點
零件數目比較少。撞針可是槍機的一部分。槍枝操作溫度也比較低。連發時，由於第1～N發子彈擊發時狀態相同（被槍機推動），不會造成第一發離群，連發精度高於閉膛待擊。

## 缺點
如果槍械摔到地上，很容易走火。也可能一扣扳機，就連續發射，不能停止。單發精度較低。也許需要防塵蓋以防灰塵。由于扣下扳机后弹药上膛需要额外的时间，这种枪械难于配合射击断续器在螺旋槳飛機上使用。

## 其他特色
具有開放式槍栓的槍枝，不須先讓子彈上膛，而是直接扣扳機擊發。射擊結束後，只需取下彈匣。

## 使用開放式槍栓的槍械
| - American-180衝鋒槍 - 艾奇遜突擊霰彈槍 - 布倫輕機槍 - 白朗寧自動步槍 - CETME輕機槍 - 卡爾·古斯塔夫M/45衝鋒槍 - FN MAG通用機槍 - FN Minimi輕機槍 - FN Minimi 7.62通用機槍 - 霍奇克斯M1914重機槍 - 傑迪瑪蒂克衝鋒槍 - 路易士機槍 - M3衝鋒槍 - M60通用機槍 - MAC-10衝鋒槍 - MAC-11衝鋒槍 - T77衝鋒槍 - MG3通用機槍 | - MG34通用機槍 - MG42通用機槍 - Mk 19自動榴彈發射器 - MP40衝鋒槍 - PK通用機槍 - PPSh-41冲锋枪 - RPD輕機槍 - 斯登衝鋒槍 - 史特林衝鋒槍 - 斯通納63武器系統 - 索米M1931衝鋒槍 - 湯普森衝鋒槍 - Ultimax 100輕機槍 - 烏茲衝鋒槍 - 05式微聲衝鋒槍 - 長風衝鋒槍 |

## 美國法規
美國菸酒槍炮及爆裂物管理局在1982年規定禁止半自動槍枝使用開放式槍栓，因為它很容易被轉換為全自動射擊，而全自動射擊的槍枝在是美國是被禁止的（早先似乎合法）。但在此日期以前生產的開放式槍栓半自動槍枝不受限制。